# Čukalovce
Čukalovce (maďarsky Csukaháza, ukrajinsky Чукалівці, rusínsky Чукалівцї) jsou obec v okrese Snina v Prešovském kraji na severovýchodním Slovensku. Žije zde 156 obyvatel.

## Poloha
Obec leží v severní části Laborecké vrchoviny (součást Nízkých Beskyd) v údolí potoka Pčolinky asi 12 km severně od okresního města Sniny.

## Dějiny
První písemná zpráva o obci pochází z roku 1567. Čukalovce patřily do Zemplínské župy a do panství Humenné.

## Kultura
V obci se nachází barokně-klasicistní řeckokatolický Chrám Ochrany Přesvaté Bohorodičky z roku 1775, který je nejstarší zděnou církevní stavbou východního ritu v regionu Sniny.
Dále se v obci nachází také pravoslavný kostel Sestoupení Svatého Ducha.

## Demografie

### Počet obyvatel
| Obyvatelstvo                                                  | Sčítání 1991 | Sčítání 1991 | Sčítání 2001 | Sčítání 2001 |
| Obyvatelstvo                                                  | #            | %            | #            | %            |
| ------------------------------------------------------------- | ------------ | ------------ | ------------ | ------------ |
| Muži                                                          | 92           | 50,00        | 69           | 48,25        |
| Ženy                                                          | 92           | 50,00        | 74           | 51,75        |
| Celkem                                                        | 184          | 100,00       | 143          | 100,00       |
| Zdroj: Statistický úřad Slovenské republiky[nedostupný zdroj] |              |              |              |              |

### Etnické složení
| Obyvatelstvo                                                  | Sčítání 1991 | Sčítání 1991 | Sčítání 2001 | Sčítání 2001 |
| Obyvatelstvo                                                  | #            | %            | #            | %            |
| ------------------------------------------------------------- | ------------ | ------------ | ------------ | ------------ |
| Rusíni                                                        | 37           | 20,11        | 82           | 57,34        |
| Slováci                                                       | 98           | 53,26        | 50           | 34,97        |
| Ukrajinci                                                     | 49           | 26,63        | 10           | 6,99         |
| Zdroj: Statistický úřad Slovenské republiky[nedostupný zdroj] |              |              |              |              |

### Náboženská příslušnost
| Obyvatelstvo                                                  | Sčítání 1991 | Sčítání 1991 | Sčítání 2001 | Sčítání 2001 |
| Obyvatelstvo                                                  | #            | %            | #            | %            |
| ------------------------------------------------------------- | ------------ | ------------ | ------------ | ------------ |
| Řeckokatolíci                                                 | 93           | 50,54        | 68           | 47,55        |
| Pravoslavní                                                   | 73           | 39,67        | 65           | 45,45        |
| Bez vyznání                                                   | 6            | 3,26         | 5            | 3,50         |
| Římskokatolíci                                                | 6            | 3,26         | 4            | 2,80         |
| Ostatní                                                       | 0            | 0,00         | 1            | 0,70         |
| Nezjištěno                                                    | 6            | 3,26         | 0            | 0,00         |
| Zdroj: Statistický úřad Slovenské republiky[nedostupný zdroj] |              |              |              |              |

## Zajímavosti
Na severovýchodním okraji vesnice se nachází minerální pramen místního významu.